# 域名验证型证书
域名验证型证书（Domain-validated certificate），是一种认证申请人持有的单个域名的X.509数字证书。其通常用于传输层安全协议。

## 签发标准
签发域名验证型证书的认证通常通过Whois记录、DNS记录、电子邮件或网络托管帐户等手段进行。被认证者，即域名持有者，通常需要如下行为之一：
- 回复发送到Whois记录中载明的电子邮件地址的邮件；
- 回复发送到域名对应的常见的管理者邮件地址的邮件，例如admin@或postmaster@等；
- 发布一个DNS TXT记录；
- 通过自动化的证书签发系统发布一个nonce。

域名验证型证书和扩展验证证书的区别在于，认证域名是签发域名验证型证书的唯一要求。特别是，域名验证型证书并不保证任何特定的法律实体关联到该证书，即使可能意味着某一法律实体控制该域名。

## 用户界面
大多数网络浏览器可能会在地址栏附近显示一个通常是灰色的锁。对于此类证书来讲，并不会显示任何法律实体的名称；与之对比，对于扩展验证证书，由于证书中包含有相应法律实体的名称，则通常会显示为绿色的锁并额外显示该名称。
- Firefox曾经显示域经验证的证书有一个灰色的锁，但是在推出Let's Encrypt后修改为绿色的锁。
- Safari显示一个灰色的锁。
- Microsoft Edge显示一个空心灰色锁。
- Chrome和Chromium目前显示绿色的锁，其计划修改为对此类证书不显示锁而对未加密的页面标记“不安全”。

## 特点
此类证书对认证的要求较低，因而可以通过无人干预认证系统迅速签发。于是这类证书通常有如下独特的特点：
- 其可用于自动化X.509证书签发系统；
- 其通常是廉价或免费的；
- 其可能未经验证任何文件而签发；
- 其中大多数可以非常迅速地签发。